# Cour de Douces
La Cour de Douces, également appelée Cave aux Sarcophages, est une ancienne demeure creusée dans le falun et située à Doué-la-Fontaine, en France. Les parties troglodytiques renferment une ancienne carrière de sarcophages inscrite au titre des monuments historiques. Une exposition appelée Troglodytes et Sarcophages présente le lieu aux visiteurs.

## Localisation
La demeure est située dans le département français de Maine-et-Loire, sur la commune de Doué-la-Fontaine, près du bourg de l'ancienne commune de Douces, au 1 rue de la Croix-Mordret, au lieu-dit la Seigneurie.

## Historique
Inventorié en 1987, l'ancienne demeure seigneuriale présente des éléments justifiant une fouille archéologique. Celles-ci s'étalent de 1989 à 1996, et mettent au jour une ancienne carrière de sarcophages qui a été exploitée de la fin du Ve siècle au VIIIe siècle, et réutilisé entre le Xe et le XIIe siècle en souterrain-refuge.

## Description
Le lieu contient l'ancienne carrière de l'époque mérovingienne, une ancienne ferme, une cave ainsi qu'une chapelle troglodytique. Il servit également de lieu de refuge notamment durant les invasions vikings.
Les archéologues estiment à 35 000 le nombre de sarcophages extraits du site.

## Protection aux monuments historiques
Le site de la Seigneurie est inscrit au titre des monuments historiques par arrêté du 29 juin 1998.